# Tizaoul
Pour plus de détails, voir Fiche technique et Distribution.
Tizaoul (Les Arêtes du cœur) est un film marocain réalisé par Hicham Ayouch et sorti le 7 décembre 2006.

## Synopsis
Dans un petit village de pêcheurs près d'Agadir. Il y a sept ans que la majorité des hommes ont péri en mer. Depuis ce jour, les femmes sont tristes et le village se meurt.
Parmi les rares hommes encore vivants, Daoud, jeune et impétueux, refuse de baisser les bras. Son rêve : sortir pêcher en mer. Il passe donc son temps à s'entraîner et à réparer une petite barque. Mais la vieille Naïma, qui a perdu les siens et l'élève comme son fils, va tenter de l'en dissuader.

## Fiche technique
- Titre : Tizaoul
- Réalisation : Hicham Ayouch
- Scénario : Hicham Ayouch, Hicham Lasri
- Photographie : Joël David
- Son : Mustapha El Moussaoui
- Montage : Safaa Baraka
- Production : Ali n' Productions
- Genre : Drame
- Durée : 87 minutes
- Date de sortie : 7 décembre 2006 (Égypte)

## Distribution
- Fatima Bikourkar : Naïma
- Abdellah Aourik : Amrar

## Autour du film
- Le film a été nommé pour l'Antigone d'or, la Mention spéciale, le Prix de la critique et le Prix du public au Cinémed - Festival Méditerranéen de Montpellier (2006).